# Cosmophasis squamata
Cosmophasis squamata är en spindelart som beskrevs av Kulczynski 1910. Cosmophasis squamata ingår i släktet Cosmophasis och familjen hoppspindlar. Inga underarter finns listade i Catalogue of Life.